# Estàtua d'Idrimi
A Pròxim Orient, l'estàtua d'Idrimi és una estàtua funerària del rei Idrimi d'Alalakh, que visqué al s. XVI ae, exhibida encara hui al Museu Britànic.
Figurat de forma sedent, el trobà al 1939 L. Wooley. Fa 1.04 m d'alçada i presenta 101 línies de text accadi distribuïdes per tota la superfície, i fins i tot, tres més a la galta. El contingut és de gran interés històric per conéixer el funcionament dels petits regnes que formaven l'Imperi hurrita. Es recull fins i tot el nom de l'autor dels texts, l'escriba Sharruwa.